# Panama-vasút

A vasútvonal térképvázlata

A Panama-csatorna vasútvonal (spanyolul: Ferrocarril de Panamá) az Atlanti-óceánt a Csendes-óceánnal összekötő vasútvonal Közép-Amerikában. Az útvonal 76,6 km hosszan húzódik a Panamai földszoroson keresztül Colóntól (Atlanti-óceán) Balboáig (Csendes-óceán, Panamaváros közelében).. Az útvonal nehéz fizikai körülményei és a technológia akkori állapota miatt az építése nemzetközi mérnöki teljesítményként volt ismert, amely 8 millió amerikai dollárba került és becslések szerint 5-10 000 munkás életét követelte. Az 1855-ben megnyitott vasútvonal fél évszázaddal megelőzte a Panama-csatornát; a hajócsatornát később a vasúttal párhuzamosan építették meg.
A 19. századi alapításakor Panama Vasúttársaság néven ismert, ma Panama-csatorna Vasúttársaságként működik (jelentési jel: PCRC). 1998 óta a Kansas City Southern és a Mi-Jack Products közös tulajdonában van, és a panamai kormány bérli. 1998 óta a Panama-csatorna vasút teher- és személyszállítást is végez.
A vonalat az Amerikai Egyesült Államok építette, és a fő ösztönzője az 1849-es kaliforniai aranyláz után az USA keleti részéről Kaliforniába irányuló személy- és teherforgalom hatalmas növekedése volt. Az Egyesült Államok kongresszusa támogatásokat nyújtott a társaságoknak, hogy posta- és személyszállító gőzhajókat üzemeltessenek a partokon, és támogatta a vasútvonal építésének bizonyos pénzeszközeit, amely 1850-ben kezdődött; az első bevételt termelő vonat 1855. január 28-án közlekedett a teljes hosszon. Megnyitásakor óceánközi vasútként emlegették, később egyesek "transzkontinentális" vasútként is jellemezték, annak ellenére, hogy csak az észak- és dél-amerikai kontinenst összekötő keskeny földszoroson haladt át. Egy ideig a Panama Vasút tulajdonában és üzemeltetésében óceánjáró hajók is voltak, amelyek postai és személyszállítási szolgáltatást nyújtottak néhány nagy amerikai keleti és nyugati parti városba. E vasútvonal infrastruktúrája létfontosságú volt a Panama-csatorna megépítéséhez fél évszázaddal később, egy párhuzamos útvonalon.

## Teherforgalom
2013-ban a vasútvonal átlagosan 1500 konténert szállított a két part között. Ezzel szemben a Panama-csatornán 33 500 konténer kelt át teherhajókon.